# Wereldkampioenschappen veldlopen 2008

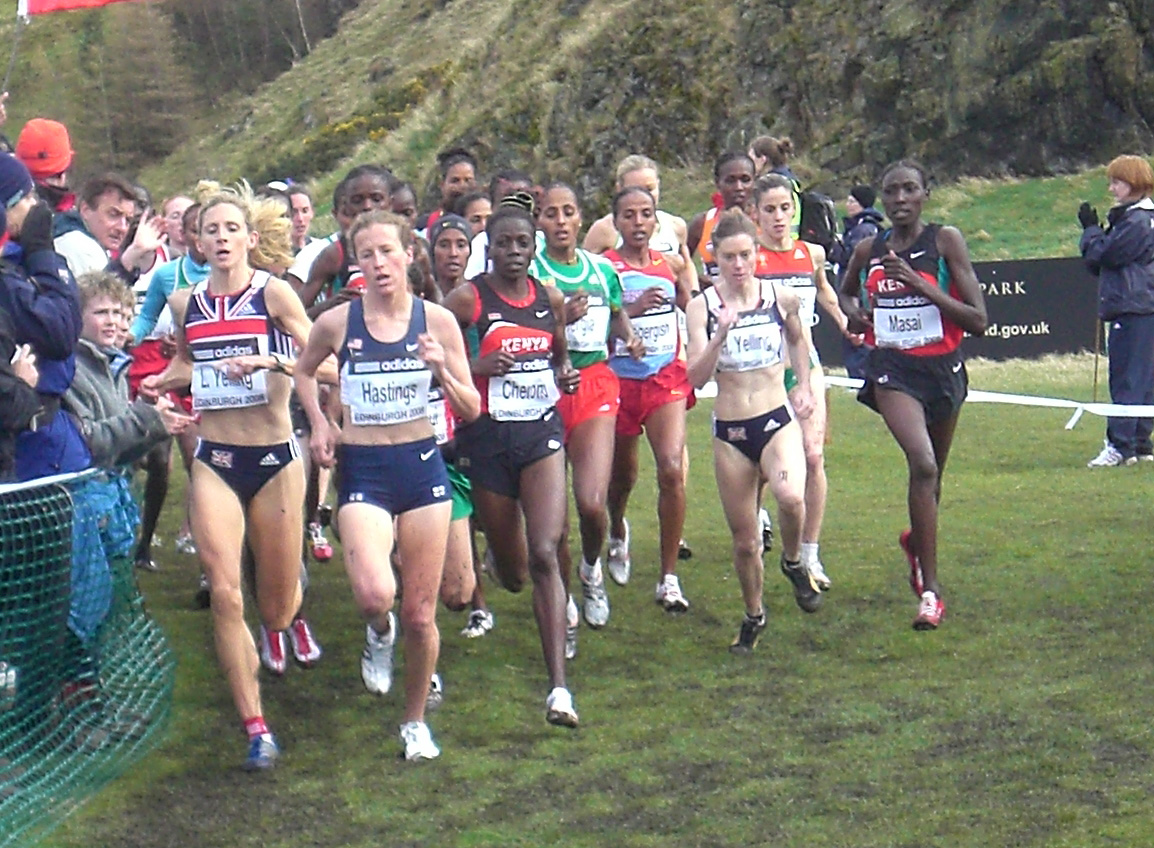
De wedstrijd bij de vrouwen

De 36e IAAF wereldkampioenschappen veldlopen vonden plaats op 30 maart 2008 in het Holyrood Park in het Schotse Edinburgh. Het evenement bestond uit vier wedstrijden: mannen (12 km), vrouwen (8 km), mannen junioren (8 km) en vrouwen junioren (6 km). Op alle wedstrijden wordt er gestreden op individuele basis en een teamwedstrijd.
Bij de vrouwen ging de titel naar Tirunesh Dibaba  uit Ethiopië, meteen haar vijfde wereldtitel in het veldlopen. Bij de mannen liep haar landgenoot Kenenisa Bekele voor de zesde keer naar de wereldtitel, waarmee hij al direct alleen-recordhouder werd betreffende het aantal wereldtitels in het veldlopen.
Ook bij de junioren gingen beide wereldtitels naar Ethiopië.

## Uitslagen

### Mannen senioren (12 km)
| Plaats           | Naam                        | Land | Resultaat |
| ---------------- | --------------------------- | ---- | --------- |
| Goud             | Kenenisa Bekele             | ETH  | 34.38     |
| Zilver           | Leonard Patrick Komon       | KEN  | 34.41     |
| Brons            | Zersenay Tadese             | ERI  | 34.43     |
| 4                | Joseph Ebuya                | KEN  | 34.47     |
| 5                | Moses Masai                 | KEN  | 35.02     |
| 6                | Felix Kikwai Kibore         | QAT  | 35.15     |
| 7                | Gideon Ngatuny              | KEN  | 35.16     |
| 8                | Ahmad Abdullah              | QAT  | 35.18     |
| 9                | Habtamu Fikadu              | ETH  | 35.19     |
| 10               | Bernard Kipyego             | KEN  | 35.24     |
| 11               | Hosea Macharinyang          | KEN  | 35.24     |
| 12               | Augustine Choge             | KEN  | 35.26     |
| 13               | Moses Kipsiro               | UGA  | 35.29     |
| 14               | Mark Kosgei Kiptoo          | KEN  | 35.39     |
| 15               | Sileshi Sihine              | ETH  | 35.40     |
| 16               | Boniface Kiprop             | UGA  | 35.41     |
| 17               | Gebre-egziabher Gebremariam | ETH  | 35.59     |
| 18               | Moses Kipsiro               | KEN  | 36.00     |
| 19               | Jorge Torres                | USA  | 36.03     |
| 20               | Yonas Kifle                 | ERI  | 36.09     |
| Complete uitslag |                             |      |           |

Team
| Medaille | Land     | Deelnemers | Punten |
| -------- | -------- | --- | ------ |
| Goud     | Kenia    | Leonard Patrick Komon (2e) Joseph Ebuya (4e) Moses Masai (5e) Gideon Ngatuny (7e) Bernard Kipyego (10e) Hosea Macharinyang (11e)                   | 39     |
| Zilver   | Ethiopië | Kenenisa Bekele (1e) Habtamu Fikadu (9e) Sileshi Sihine (15e) Gebre-egziabher Gebremariam (17e) Dereje Debele (21e) Abebe Dinkesa (41e)            | 104    |
| Brons    | Qatar    | Felix Kikwai Kibore (6e) Ahmad Abdullah (8e) Sultan Khamis Zaman (22e) Mubarak Hassan Shami (25e) Gamal Belal Salem (34e) Essa Ismail Rashed (48e) | 143    |

### Mannen junioren (8 km)
| Plaats | Naam                | Land | Resultaat |
| ------ | ------------------- | ---- | --------- |
| 1      | Ibrahim Jeilan      | ETH  | 22.38     |
| 2      | Ayele Abshero       | ETH  | 22.40     |
| 3      | Lucas Kimeli Rotich | KEN  | 22.42     |

Team
| Medaille | Land     | Punten |
| -------- | -------- | ------ |
| Goud     | Kenia    | 21     |
| Zilver   | Ethiopië | 28     |
| Brons    | Oeganda  | 37     |

### Vrouwen senioren (7,905 km)
| Plaats           | Naam                       | Land | Resultaat |
| ---------------- | -------------------------- | ---- | --------- |
| Goud             | Tirunesh Dibaba            | ETH  | 25.10     |
| Zilver           | Mestawet Tufa              | ETH  | 25.15     |
| Brons            | Linet Masai                | KEN  | 25.18     |
| 4                | Doris Chepkwemoi Changeywo | KEN  | 25.34     |
| 5                | Hilda Kibet                | NED  | 25.35     |
| 6                | Gelete Burka               | ETH  | 25.35     |
| 7                | Priscah Jepleting Cherono  | KEN  | 25.36     |
| 8                | Margaret Wangari Muriuki   | KEN  | 25.46     |
| 9                | Meselech Melkamu           | ETH  | 25.51     |
| 10               | Grace Momanyi              | KEN  | 25.54     |
| 11               | Benita Johnson             | AUS  | 25.56     |
| 12               | Lineth Chepkurui           | KEN  | 26.05     |
| 13               | Asmae Leghzaoui            | MAR  | 26.06     |
| 14               | Koren Jelela               | ETH  | 26.12     |
| 15               | Liz Yelling                | GBR  | 26.13     |
| 16               | Aselefech Mergia           | ETH  | 26.28     |
| 17               | Kareema Jasim              | BRN  | 26.29     |
| 18               | Emily Brown                | USA  | 26.36     |
| 19               | Saadia Bourgailh Haddioui  | FRA  | 26.36     |
| 20               | Lisa Jane Weightman        | ERI  | 26.37     |
| Complete uitslag |                            |      |           |

Team
| Medaille | Land      | Deelnemers | Punten |
| -------- | --------- | --- | ------ |
| Goud     | Ethiopië  | Tirunesh Dibaba (1e) Mestawet Tufa (2e) Gelete Burka (6e) Meselech Melkamu (9e)                               | 18     |
| Zilver   | Kenia     | Linet Masai (3e) Doris Chepkwemoi Changeywo (4e) Priscah Jepleting Cherono (7e) Margaret Wangari Muriuki (8e) | 22     |
| Brons    | Australië | Benita Johnson (11e) Lisa Jane Weightman (20e) Melissa Rollison (26e) Anna Thompson (27e)                     | 84     |

### Vrouwen junioren (6 km)
| Plaats | Naam                 | Land | Resultaat |
| ------ | -------------------- | ---- | --------- |
| 1      | Genzebe Dibaba       | ETH  | 19.59     |
| 2      | Irine Chepet Cheptai | KEN  | 20.04     |
| 3      | Emebt Etea           | ETH  | 20.06     |

Team
| Medaille | Land     | Punten |
| -------- | -------- | ------ |
| Goud     | Ethiopië | 16     |
| Zilver   | Kenia    | 20     |
| Brons    | Japan    | 5      |